# 十三筋

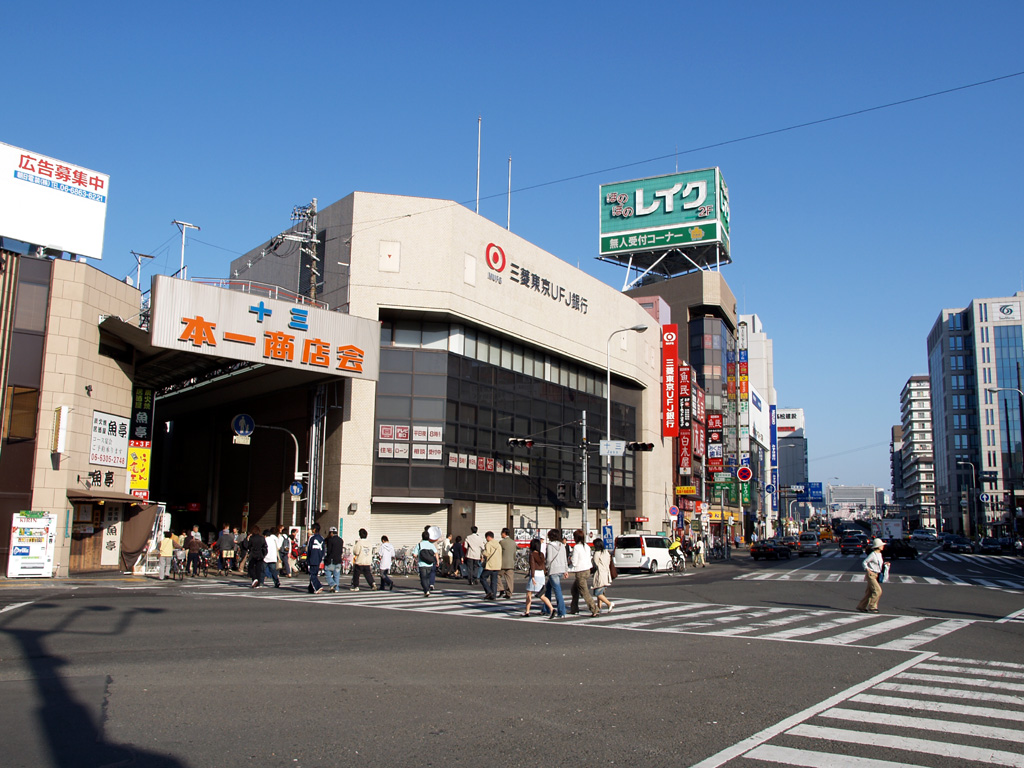
從十三十字路口看十三大橋

十三筋（日文：じゅうそうすじ）是日本大阪府大阪市內一條南北走向的主要幹道。

## 概述
道路沿線區間起自大阪市北區大淀中1十字路口，迄至淀川區神崎橋（兵庫縣尼崎市府縣境），並且同時為國道176號和大阪府道41號大阪伊丹線的部份區間。道路沿線設計主要為各二線道南北向雙向四線道，除跨越淀川的十三大橋附近向南為三線道、往北僅有一線道。

## 沿線設施
北區
- 阪急中津車站
- 大阪市區公車中津營業所

淀川區
- 十三
- 阪急十三站
- 武田藥品工業大阪工場
- 淀川郵局
- 安斯泰來製藥加島事業所
- JR加島車站
- 阪急巴士加島調度站
- 山田電機淀川店
- 田邊三菱製藥
- 神崎川（神崎橋）

## 續接道路
北區
- 難波筋 - 大淀中一丁目十字路口
- 阿彌陀池筋 - 中津南小学校西十字路口
- 國道176號（梅田方面） - 中津浜十字路口

淀川區
- 淀川通（大阪府道16號大阪高槻線） - 新北野十字路口
- 國道176號（豐中方面） - 十三十字路口
- 十三繞行道路 - 淀川郵局前十字路口
- 御幣島筋（大阪府道10號大阪池田線） - 加島十字路口